# Walerian Kronenberg
Walerian Kronenberg (ur. 1859 w Prawdzie, zm. 27 listopada 1934 w Warszawie, pochowany w Proboszczewicach) – ogrodnik i planista, jeden z najważniejszych twórców założeń ogrodowych w Polsce przełomu XIX i XX w.

## Życiorys
Urodził się w rodzinie Juliusza i Wiktorii (z domu Roguskiej) Kronenbergów. Po ukończeniu III Gimnazjum Męskiego w Warszawie przy ul. Krakowskie Przedmieście 3 praktykował w firmie Ch. Ulricha i Ogrodzie Pomologicznym w Warszawie, w latach 1878–79 w szkółkach Ludwiga Spätha w Neu-Britz pod Berlinem, później u Franza i Nicolausa Sismayerów w Bockenheim pod Frankfurtem nad Menem. Warsztat planistyczny szlifował u Franza Heinricha Siesmayera, a wiedzę botaniczną zdobywał od Nicolausa. Znajdował się tam pod bezpośrednim kierownictwem F. Senholtza. Pod koniec praktyk u Siesmayerów założył ogród Rotschilda we Frankfurcie nad Menem, później Ladeburga w pobliskim Mannheimie nad Renem i kilka innych. Po zakończeniu praktyki udał się na studia do Wyższej Szkoły Ogrodniczej w Wersalu. Podróżował również w tym czasie po cenionych wówczas ośrodkach ogrodniczych i planistycznych. Znany jest jego artykuł do „Ogrodnika Polskiego” opisujący wygląd ogrodu pani Borsig w Berlinie.
W 1880 r. wrócił do Warszawy, a w 1881 otworzył własne przedsiębiorstwo „Hodowla róż, drzew ozdobnych i owocowych Waleriana Kronenberga” przy ul. Okopowej 7 w Warszawie, które w jakiś czas potem zamknął i poświęcił się pracy planistycznej. W latach 1882/83 – 1886 wykładał „Teorię urządzania parków” w Szkole Ogrodniczej Prywatnej przy ul. Nowogrodzkiej 36 w Warszawie. Jego projekty zdobywały w tym czasie liczne nagrody na wystawach w Moskwie i Warszawie. W 1892 roku poślubił, w Warszawskiej parafii św. Jana, Stefanię Stanisławę Grabowską (ur. ok. 1873 wieś Ogorzelice parafia Proboszczewice). Od 1899 roku członek prezydium Komitetu Plantacyjnego miasta Warszawy. Od sierpnia 1915 r. w składzie komisji Towarzystwa Ogrodniczego Warszawskiego opiekującej się Ogrodem Pomologicznym, rządową szkołą ogrodniczą, Ogrodem Botanicznym, Belwederskim, Łazienkowskim i Towarzystwa Wyścigów Konnych na Mokotowie. W 1917 r. nadzorował ogród botaniczny przy Szkole Rzemiosł im. Karola Szlenkiera przy ul. Górczewskiej w Warszawie.
W latach 1915–22 prowadził wykłady w zakresie projektowania parków w Wyższej Szkole Ogrodniczej w Warszawie. W 1921 roku został ławnikiem miasta Warszawy i po zamknięciu Wyższej Szkoły Ogrodniczej porzucił pracę wykładowcy. Był założycielem i długoletnim prezesem Koła Planistów przy Towarzystwie Ogrodniczym Warszawskim oraz sekretarzem Komitetu Plantacyjnego Miast Polskich. Od 1931 radny miejski.
Założył ponad 300 parków i ogrodów pałacowych, dworskich i użyteczności publicznej na terenie Polski oraz południowych i zachodnich guberni cesarstwa Rosyjskiego (m.in. na Ukrainie, Białorusi, Łotwie i Krymie).
Jako pierwszy w Polsce wprowadził, naśladując francuskiego ogrodnika i planistę Jean-Pierre’a Barillet-Deschamps’a, sztuczne formowanie powierzchni terenu w łagodne falistości, tworzące złudzenie zwiększenia projektowanego obszaru.

## Ważniejsze dzieła

### projekty datowane
- Projekt parku w Grodźcu (ob. dzielnica Będzina), 1880 r.
- Projekt parku przy willi Karola Jana Szlenkiera i jego żony Marii z Grosserów (ob. willa Karolin-Marianów) w Wiązownie koło Warszawy, 1881 r.
- Projekt parku otaczającego drewniany pałac Cara Aleksandra III w Spale, 1884 r. (przeprojektowany i powiększony przez Franciszka Szaniora po 1925 r. i Leona Danielewicza w latach 1934-35)
- Projekt i realizacja ogrodu wystawowego (z F. Szaniorem) Wystawy Ogólnej Ogrodniczej przy Placu Ujazdowskim w Warszawie, 1885 r.
- Projekt parku w Czesławicach 1886 r. (tytuł projektu: Parc de Czesławice (Gouver. de Lublin) Comte de Wernicki proprietaire)
- Projekt parku w Walewicach, 1886 r.
- Projekt parku w Młochowie pod Pruszkowem, 1887 r.
- Projekt parku w Brzeziu, 1889 r.
- Projekt i realizacja parku w Wołoczyskach (Ukraina), 1889 r.
- Projekt i realizacja parku w Bużanach (Ukraina), 1890 r., (z ogrodnikiem Roehringiem?)
- Projekt i realizacja parku w Minkowcach (Białoruś), 1890 r.
- Projekt i realizacja parku w Trojance (Ukraina), 1890 r. (tytuł projektu: Parc de Trojanka (Gouverenem. de Kijów) M. de Rusiecki, proprietaire)
- Projekt i realizacja parku w Zwodach (Białoruś), 1890 r.
- Projekt parku w Garnku, 1891 r.
- Projekt parku w Wierzchówce (Ukraina), 1891 r. (tytuł projektu: Parc de Wierzchówka (Gouv. de Podol) Comte de Sobański, proprietaire)
- Projekt przekomponowania parku w Opinogórze, 1892 r. (tytuł projektu: Opinogóra wł. Hr. Krasińskiej)
- Projekt i realizacja parku pałacowego w Raju (Ukraina), 1892 r.
- Projekt ogrodu w Grodzisku Mazowieckim przy willi Bojasińskich, 1893 r.
- Projekt ogrodu w Grodzisku Mazowieckim przy willi Niedźwiedzkich, 1893 r.
- Projekt ogrodu Towarzystwa Ogrodniczego Warszawskiego przy ul. Bagatela w Warszawie, 1894 r.
- Projekt i realizacja parku pałacowego w Białowieży,1895 r.
- Projekt i realizacja parku w Leśmierzu, 1895 r.
- Projekt i realizacja parku w Ruchnie, 1895 r.
- Projekt parku w Wysokiem Litewskim (Białoruś), 1895 r.
- Projekt parku w Kadzinie (Białoruś), 1896 r.
- Projekt i realizacja parku pałacowego w Sobocie, 1896 r.
- Projekt parku w Ślepiance Wielkiej (ob. w obrębie Mińska, Białoruś), 1896 r.
- Projekt ogrodu pułkowego w Siedlcach, 1897 r.
- Projekt i realizacja parku w Skrzydłowie, 1897 r.
- Projekt i realizacja parku dworskiego w Stryjowie, 1897 r.
- Projekt uzupełnienia parku pałacowego w Szczawinie, 1898 r.
- Projekt ogrodu na placu Towarzystwa Wyścigów Konnych na Polu Mokotowskim w Warszawie, 1898 r.
- Projekt parku w Palikijach, 1899 r.
- Projekt parku pałacowego w Uszomierzu (Ukraina), (realizacja S. Cielichowski), 1900 r.
- Projekt parku w dobrach Borchów (ob. Barkava Muiza, Łotwa), styczeń 1901 r., brak informacji czy projekt przeniesiono na grunt, pałac spalono w trakcie rewolucji w 1905 r.
- Projekt i realizacja parku w Dębnie, 1902 r.
- Projekt przekształcenia parku Krasińskich w Krasnem, (realizacja F. Szanior), 1902–1907 r.
- Projekt parku w Dębinkach, 1903 r.
- Projekt i częściowa realizacja uporządkowania terenu ogrodu publicznego (park sportowy) przy ul. Agrykoli w Warszawie, 1903–04 r.
- Projekt i realizacja parku dworskiego w Falęcicach, 1904 r.
- Projekt i realizacja parku pałacowego w Wieńcu (w majątku Leopolda Kronenberga, u jego synów Stanisława i Leopolda Juliana), 1904 r.
- Projekt parku w Niezdowie (ob. w obrębie Opola Lubelskiego), styczeń 1905 r.
- Projekt parku w Zdunowie 1905 -1910 r.
- Projekt parku w Ługaniu, 1906 r.
- Projekt parku w Pławnie, 1910 r.
- Projekt parku w Matwijowcach (Ukraina), 1910 r.
- Projekt parku w Guzowie, 1911 r. (z F.Szaniorem?)
- Projekt parku w Rybczyńcach, 1911 r.
- Projekt parku w Zamościu, 1917 r.
- Projekt skwerów przed gmachem Sądu Okręgowego w Zamościu, 1929 r.

### projekty niedatowane
- Projekt Parku Dyrekcyjnego w Białowieży, założonego jako tzw. park pułkowy wokół siedziby carskiego Zarządu Puszczy Białowieskiej
- Projekt parku w Białymstoku – Park Stary im. Księcia Józefa Poniatowskiego, (z T. Chrząńskim)
- Projekt parku w Brzeżanach (Ukraina)
- Projekt parku w Czarnorudce (Ukraina) zaprezentowany na I Wystawie Ogrodniczej Prowincjonalnej w Łodzi w 1892 r.
- Projekt parku w Częstocicach zaprezentowany na I Wystawie Ogrodniczej Prowincjonalnej w Łodzi w 1892 r.
- Projekt parku w Kałuszynie zaprezentowany na wystawie w Moskwie w 1882 r.
- Projekt parku w Konstancinie-Jeziornie
- Projekt parku w Leźnicy Wielkiej zaprezentowany na I Wystawie Ogrodniczej Prowincjonalnej w Łodzi w 1892 r. (tytuł projektu: Parc de Leźnica Wielka (Gouver. de Kalisz) M. E. Werner - proprietaire)
- Projekt parku w Milanowie pod Milanówkiem
- Projekt parku w Młocinach (ob. część m. Warszawa) zaprezentowany na I Wystawie Ogrodniczej Prowincjonalnej w Łodzi w 1892 r.
- Projekt parku w Ostromeczonie zaprezentowany na I Wystawie Ogrodniczej Prowincjonalnej w Łodzi w 1892 r.
- Projekt parku w Ostrożcu
- Projekt parku w Psarach (tytuł projektu: „Psary” wł. hr. Łubieńskiego)
- Projekt parku w Rogowie
- Projekt parku w Roszynie zaprezentowany na I Wystawie Ogrodniczej Prowincjonalnej w Łodzi w 1892 r. (tytuł projektu: Parc de Roszyn Comte de Ledochowski proprietaire)
- Projekt parku w Rykałach
- Projekt parku w Siecieniu (tytuł projektu: Parc de Siecień (Gouvernem. de Płock) de M. S. de K. proprietaire)
- Projekt parku w Skłótach zaprezentowany na I Wystawie Ogrodniczej Prowincjonalnej w Łodzi w 1892 r. (tytuł projektu: Parc de Skłoty (Gouvern. de Varsovie) Baron de Dangel, proprietaire)
- Projekt parku w Skórzcu (tytuł projektu: Parc de Skórzec (Gouvern. de Łomża) M. de Jasieński proprietaire)
- projekt parku w Szczekarkowie
- Projekt parku w Tarnogórze
- Projekt parku w Wierzchowiskach
- Projekt parku w Wilnie zaprezentowany na wystawie w Moskwie w 1882 r.
- Projekt parku we Włodawie (tytuł projektu: Parc des inwalides de chemin de fer a Wlodawa appartenant a la Compagnie de Sud-Ouest) zaprezentowany na I Wystawie Ogrodniczej Prowincjonalnej w Łodzi w 1892 r.
- Projekt parku w Wojciechowie (tytuł projektu: Parc de Wojciechów (Gouv. Łomża) M. Kurciusz proprietaire) zaprezentowany na I Wystawie Ogrodniczej Prowincjonalnej w Łodzi w 1892 r.
- Projekt parku w Zagórzu (tytuł projektu: Parc de Zagórze (Gouvern. Piotrków) appartenant a la compagnie des mines)
- Projekt parku w Żukowie (tytuł projektu: Parc de Żuków (Gouvern. de Varsovie) M. de Bolechowski proprietaire) zaprezentowany na I Wystawie Ogrodniczej Prowincjonalnej w Łodzi w 1892 r.

## Galeria dzieł

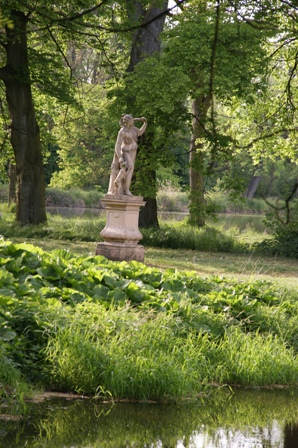
Park pałacowy w Walewicach
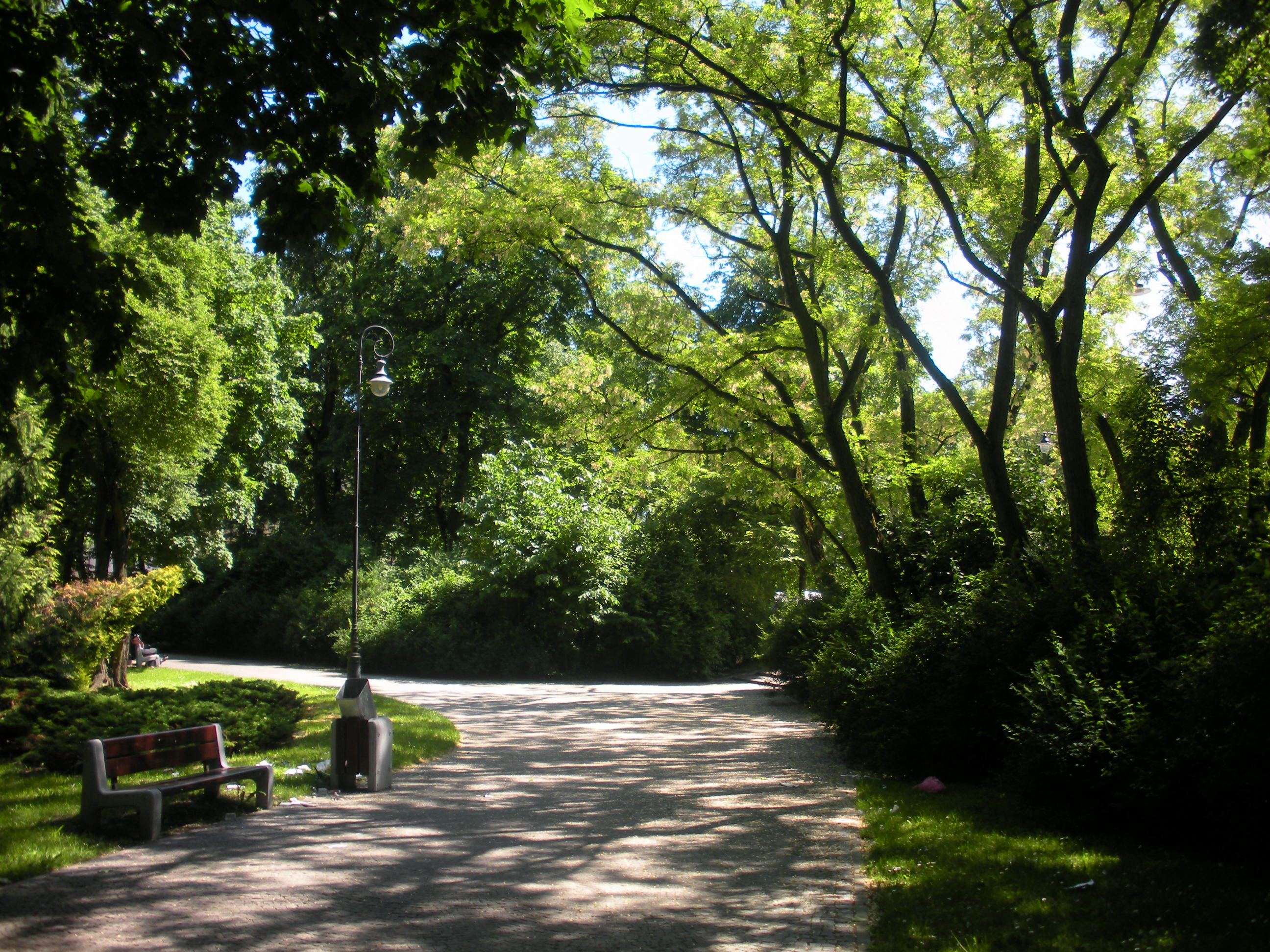
Park Stary im. Księcia Józefa Poniatowskiego w Białymstoku
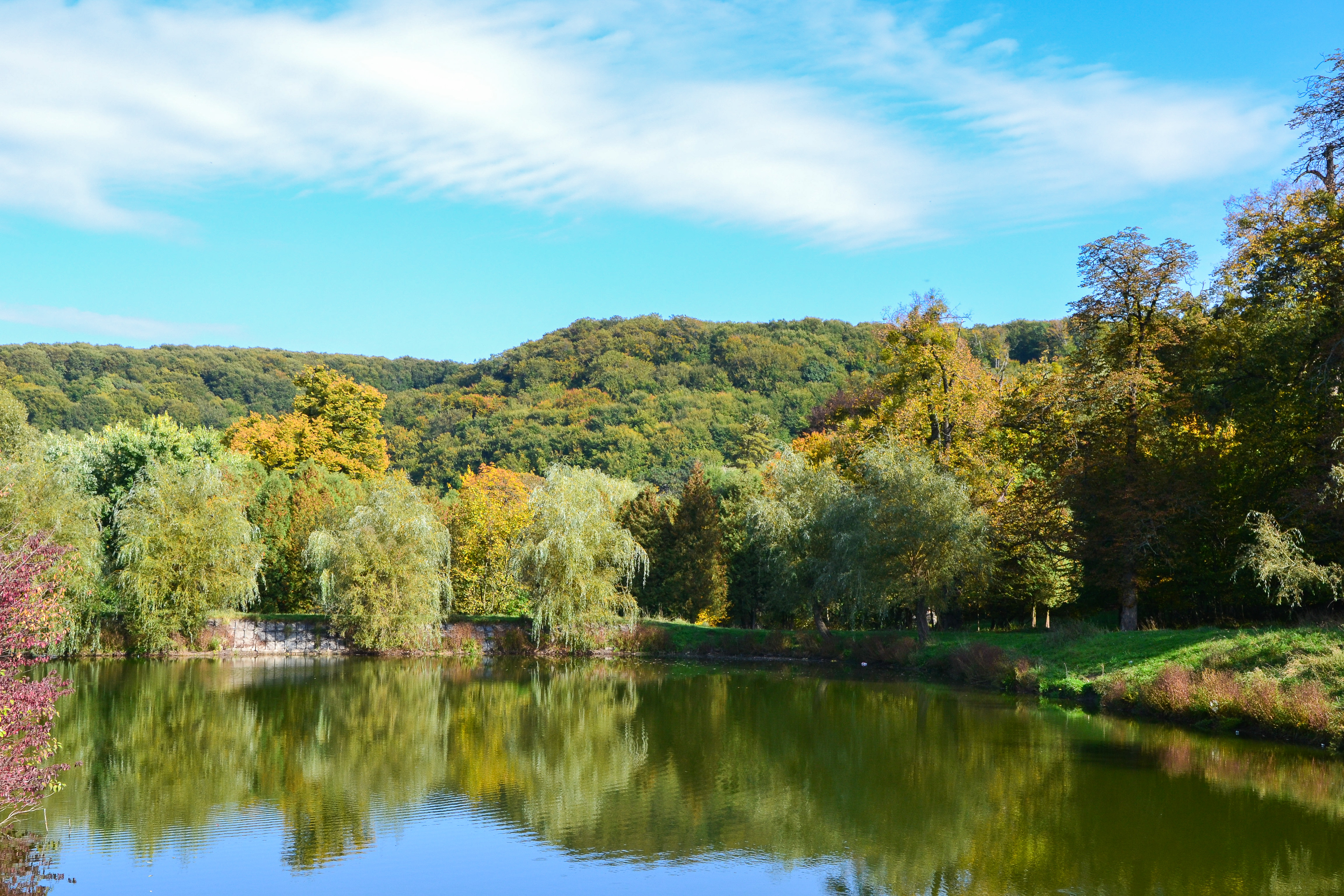
Park pałacowy w Raju
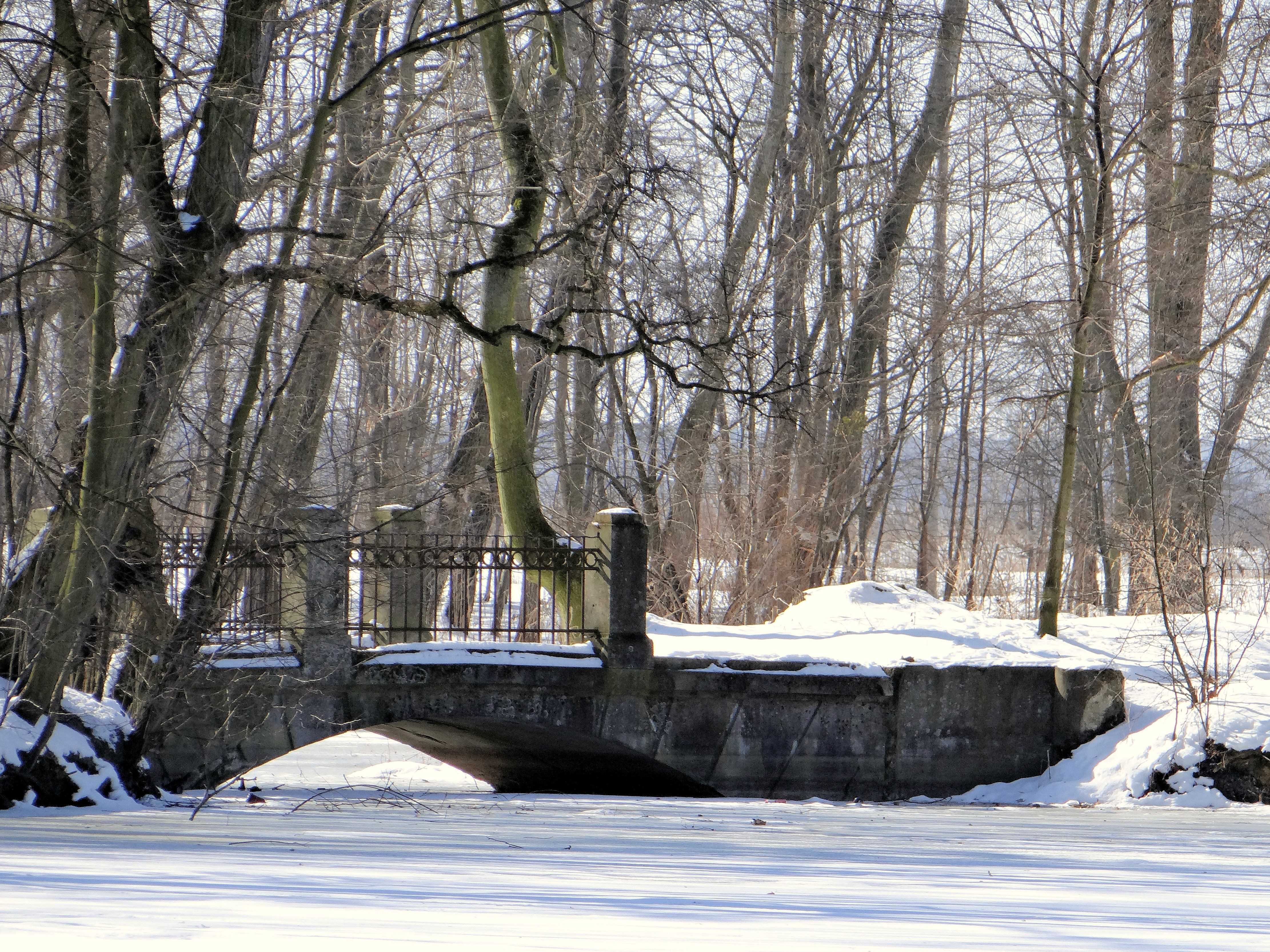
Park pałacowy w Guzowie

## Prace opublikowane przez Waleriana Kronenberga
- Szkółki drzew w Neu-Britz pod Berlinem, Ogrodnik Polski, 1879, nr 5.
- Szkółki drzew w Neu-Britz pod Berlinem c.d., Ogrodnik Polski, 1879, nr 6.
- Szkółki drzew w Neu-Britz pod Berlinem c.d.,Ogrodnik Polski, 1879, nr 7.
- Ogród Pani Borsigowej w Berlinie, Ogrodnik Polski, 1880, nr 9.
- Powojnik (Clematis), Ogrodnik Polski, 1881, nr 1.
- Powojnik (Clematis) c.d., Ogrodnik Polski, 1881, nr 2.